# Satsuki Yatoji
Satsuki Yatoji (颯姫 八頭司?, Yatōji Satsuki) è un personaggio dell'anime e manga X delle CLAMP. Sotto il nome di Satsuki si nasconde anche una delle componenti del gruppo delle CLAMP, che anche in altre opere di tanto in tanto prestano i propri nomi ai loro personaggi. Lei è un Drago della Terra, uno dei sette componenti decisi a distruggere il mondo o, per meglio dire, gli umani, perché convinti che siano il male che sta uccidendo il pianeta.
Nel set di tarocchi di X, Satsuki raffigura L'Eremita.

## Carattere
Fredda e calcolatrice, non comprende perché si possa voler vivere; da sempre sola, con unico compagno un computer, Beast, con il quale riesce a comunicare: secondo lei, Beast non prova nulla per lei, ma da alcuni particolari sembrerebbe, invece, essere geloso di lei. La domanda che porrà a Yuzuriha Nekoi, "perché non si possono uccidere gli esseri umani?" è in realtà una domanda che pone a sé stessa, ma la risposta che desiderava la fornirà Yuto Kigai, con cui stringerà lentamente un legame sempre più forte. Nel corso della serie comprende che forse si è innamorata di lui. Inizialmente, la si vede in situazioni ambigue con Kanoe, colei che le ha rivelato il suo ruolo di Drago della Terra e le ha donato Beast. Predilige gli attacchi a distanza.

### Beast
Beast, la bestia (ricorda la "bestia" del nuovo testamento, anche per via del numero), è un gigantesco computer posto nei sotterranei del palazzo del Governatore di Tokyo, luogo in cui Kanoe lavora.  Anche se Satsuki non lo comprende, tale computer ha una propria anima, arrivando quasi ad essere un ottavo personaggio del gruppo o il vero settimo drago: infatti Satsuki, tramite esso, comanda ogni computer o cavo elettrico del paese ma lo stesso Beast può compiere tali operazioni anche in autonomia. Beast sembrerebbe provare dei "sentimenti" verso la ragazza, o comunque desidera che sia soltanto sua.

## Storia

### Manga
Il passato della ragazza lo si scopre più avanti nella storia: nel manga è appena accennato, nell'anime è più ampliato. Era una bambina prodigio e per questo suo padre la usava per degli esperimenti: in questo modo, Satsuki comprende il suo potere e, alla fine, senza alcun timore o indecisione, stermina chiunque avesse fatto ricerche su di lei e fugge. Nell'anime, viene mostrato Yuto che interviene per salvarla e da allora i due diventano una sorta di amici.
Si è unita ai Draghi della Terra unicamente con la speranza che Kamui Shiro possa farla divertire: a Satsuki, infatti, non importa nulla del destino dell'umanità o del pianeta, e agisce solo perché annoiata.
Ha modo di affrontare anche un suo compagno, Kusanagi Shiyu, che stranamente difende Kotori Mono dal suo attacco. Si scontrerà anche contro Sorata Arisugawa e Arashi Kishu e contro Yuzuriha Nekoi, dove ucciderà Inuki, il suo inugami. Satsuki è, effettivamente, il Drago della Terra più attivo nei combattimenti, insieme a Fuuma Mono.

### Anime
Nell'anime la storia continua e la vediamo preoccupata per Yuto, per via di una sfida lanciata da due componenti dei Draghi del Cielo: Karen Kasumi e Seiichiro Aoki. Vedendo il suo amato in pericolo di vita cerca di salvarlo, ma comprende che da lontano non può sconfiggere gli avversari e cerca quindi di scendere da Beast: il mostro meccanico, però, in un attacco di gelosia nei suoi confronti la trattiene, fino ad ucciderla.
Lo scontro con Kusanagi non è presente nell'anime.
Nell'anime è doppiata da Houko Kuwashima nella versione originale e da Emanuela Pacotto nella versione italiana.

### Film
Nel film di X, Satsuki si scontra con Arashi e Sorata, finendo uccisa in maniera dubbia: infatti, anche se la gelosia di Beast si nota anche nel film, e anche in questo caso il computer cerca di trattenerla, sembrerebbe sia stato Fuuma a darle il colpo di grazia.
Nel film è doppiata da Kotono Mitsuishi nella versione originale e da Emanuela Pacotto nella versione italiana.

## Crossover
Una Satsuki di un altro mondo appare anche negli OAV di Tsubasa RESERVoir CHRoNiCLE, dove in un'altra Tokyo segue il suo capo Kamui.